# 한국상업은행 축구단
한국상업은행 축구단은 한국상업은행에서 운영했던 축구단으로 1969년 1월 10일 창단식을 거행하며 공식 출범하였고 실업축구 (현 내셔널리그)에서 활동하였다.
이후, 1993년 5월 발생한 한양그룹 파동에 따른 여파 뿐 아니라  은행의 경영합리화를 위해  1993년 7월 해체되었다.

## 유명 선수
- 김삼락
- 김호
- 고수완
- 김호곤
- 이용수